# Força Aérea da Sérvia e Montenegro
A Força Aérea da Sérvia e Montenegro (em sérvio:  Ратно Ваздухопловство Србије и Црне Горе, РВСиЦГ, transl. Ratno Vazduhoplovstvo Srbije i Crne Gore, lit. 'Força Aérea de Guerra da Sérvia e Montenegro', RVSiCG), também conhecida como Força Aérea da Iugoslávia (JRV ; em sérvio:  Југословенско Ратно Ваздухопловство, transl. Jugoslovensko Ratno Vazduhoplovstvo,       lit. 'Força Aérea da Guerra Iugoslava') de 1992 a 2003, foi a força aérea da Sérvia e Montenegro. Tinha cerca de 300 caças, aeronaves de ataque ao solo e outras aeronaves. A Força Aérea, em 1998, contava com cerca de 16.000 efetivos. A força aérea foi dissolvida quando Montenegro votou pela separação da ex-RFI em 2006. A maior parte foi herdada pela Força Aérea Sérvia e pela Defesa Aérea. 

## História

### Estabelecimento
Após o colapso da República Socialista Federativa da Iugoslávia e a constituição da República Federal da Iugoslávia em 27 de abril de 1992, iniciou-se o processo de transformação do Exército Popular Iugoslavo (JNA) no Exército da Iugoslávia (VJ). Esse processo também foi implementado na Força Aérea e na Defesa Aérea. Assim, foi efetivamente criada uma nova força aérea e de defesa antiaérea de um novo estado e exército. 
A insígnia nacional da RSFI nas aeronaves foi substituída por uma nova insígnia baseada na bandeira da República Federativa da Iugoslávia - um tricolor azul-branco-vermelho em formato oblíquo na cauda e circular nas asas e fuselagem.
O objetivo da transformação e reorganização era - de acordo com as condições alteradas, o território reduzido, o menor potencial demográfico e econômico, as características do ambiente e a nova posição político-militar internacional, tendo em conta o pessoal e os recursos materiais disponíveis, - criar uma força aérea e defesa aérea numericamente menor, mas bem organizada, treinada e eficaz em combate. 
Como parte da transformação e reorganização, foram feitas mudanças significativas: 
- Todas as unidades de aviação, exceto a 138ª Brigada de Aviação de Transporte, foram agrupadas no Corpo Aéreo;
- Todas as unidades do sistema de defesa aérea, exceto a aviação de caça, foram agrupadas no Corpo de Defesa Aérea, ao qual foram adicionados todos os regimentos de mísseis autopropelidos médios do sistema de defesa aérea Kub, que anteriormente estavam no JNA como parte do terreno exército; em vez de bases aéreas, foram formadas brigadas de apoio logístico, destinadas à retaguarda e segurança de combate das unidades de aviação e demais unidades de combate VJ;
- A 63ª Brigada Paraquedista emergiu da composição do Exército e das Forças de Defesa Aérea e foi agregada ao recém-formado Corpo de Unidades Especiais do Exército Iugoslavo;
- Todas as escolas militares de aviação foram excluídas do Exército e da Força Aérea e incluídas no sistema escolar unificado do Exército da Iugoslávia;
- Os esquadrões de helicópteros do exército para ligação e reconhecimento, bem como o Centro de Treinamento de RV e Defesa Aérea foram abolidos;
- O armazém central da Força Aérea desapareceu de vista e foi anexado à base traseira sob o comando direto do Estado-Maior do Exército Iugoslavo;
- O Instituto Técnico de Aviação está incorporado à estrutura do Instituto Técnico Militar;
- O Instituto Aeronáutico "Moma Stanojlović" está diretamente subordinado ao setor militar do Ministério Federal da Defesa.

No Estado-Maior do Exército Iugoslavo, em vez do Setor da Força Aérea e Defesa Aérea, foi formada a Diretoria de Defesa Aérea, que incluía: o Departamento de Aviação, o Departamento de Defesa Aérea ARJ, o Departamento VOJ e o Departamento de Operaçõe . A divisão aeronáutica ficava no setor de retaguarda. A Administração do Exército e das Forças de Defesa localizava-se no Setor Operacional do Estado-Maior General, de modo que o Chefe da Administração estava subordinado ao Chefe Adjunto do Estado-Maior General do Exército Iugoslavo para assuntos operacionais. Tais soluções apresentavam inúmeras deficiências já no início, pelo que no final do ano ocorreram mudanças. 

## Organização

### Estrutura

#### 1992–1994
Comando da Força Aérea e Defesa Aérea
- 333º Batalhão de Engenharia
- 322º Batalhão de Sinalização
- 138ª Brigada de Aviação de Transporte
- 280º Centro de Reconhecimento Eletrônico e Bloqueio
- Centro de testes de voo

- Corpo de Aviação
  - 83ª Brigada de Aviação
  - 172ª Brigada de Aviação
  - 204ª Brigada de Aviação
  - 98º Regimento de Aviação de Caça-Bombardeiro
  - 97º Regimento de Helicópteros
  - 119º Regimento de Helicópteros
- Corpo de Defesa Aérea
  - 210º Batalhão de Sinalização
  - 126ª Brigada de Vigilância Aérea/Inteligência e Orientação
  - 250ª Brigada de Mísseis de Defesa Aérea
  - 450ª Brigada de Mísseis de Defesa Aérea
  - 60º Regimento de Mísseis Autopropelidos de Defesa Aérea
  - 230º Regimento de Mísseis Autopropelidos de Defesa Aérea
  - 240º Regimento de Mísseis Autopropelidos de Defesa Aérea
  - 310º Regimento de Mísseis Autopropelidos de Defesa Aérea
  - 311º Regimento de Mísseis Autopropelidos de Defesa Aérea

#### 1994–1996
Comando da Força Aérea e Defesa Aérea
- 138ª Brigada de Aviação de Transporte
- 280º Centro de Reconhecimento Eletrônico e Bloqueio
- Centro de testes de voo

- Corpo de Aviação
  - 333º Batalhão de Engenharia
  - 172ª Brigada de Aviação
  - 98ª Brigada de Aviação
  - 119º Regimento de Helicópteros
- Corpo de Defesa Aérea
  - 359º Batalhão de Engenharia
  - 210º Batalhão de Sinalização
  - 83º Regimento de Aviação de Caça
  - 204º Regimento de Aviação de Caça
  - 126ª Brigada de Vigilância Aérea/Inteligência e Orientação
  - 250ª Brigada de Mísseis de Defesa Aérea
  - 450º Regimento de Mísseis de Defesa Aérea
  - 60º Regimento de Mísseis Autopropelidos de Defesa Aérea
  - 230º Regimento de Mísseis Autopropelidos de Defesa Aérea
  - 240º Regimento de Mísseis Autopropelidos de Defesa Aérea
  - 310º Regimento de Mísseis Autopropelidos de Defesa Aérea
  - 311º Regimento de Mísseis Autopropelidos de Defesa Aérea

#### 1996–1999
Comando da Força Aérea e Defesa Aérea
- 353º Esquadrão de Aviação de Reconhecimento "Sokolovi"
- 677º Esquadrão de Aviação de Transporte "Rode"
- 890º Esquadrão Misto de Helicópteros "Pegazi"

- 280º Centro de Reconhecimento Eletrônico e Bloqueio
- Centro de Testes de Voo

- Corpo de Aviação
  - 333º Batalhão de Engenharia
  -  172ª Brigada de Aviação
  -  98º Regimento de Aviação de Caça-Bombardeiro
  -  119ª Brigada de Helicópteros
- Corpo de Defesa Aérea
  -  359º Batalhão de Engenharia
  -  210º Batalhão de Sinalização
  -  83º Regimento de Aviação de Caça
  -  204º Regimento de Aviação de Caça
  -  126ª Brigada de Vigilância Aérea/Inteligência e Orientação
  -  250ª Brigada de Mísseis de Defesa Aérea
  -  450º Regimento de Mísseis de Defesa Aérea
  -  60º Regimento de Mísseis Autopropelidos de Defesa Aérea
  -  230º Regimento de Mísseis Autopropelidos de Defesa Aérea
  -  240º Regimento de Mísseis Autopropelidos de Defesa Aérea
  -  310º Regimento de Mísseis Autopropelidos de Defesa Aérea
  - 311º Regimento de Mísseis Autopropelidos de Defesa Aérea

#### 1999–2002
Comando da Força Aérea e Defesa Aérea
- 353º Esquadrão de Aviação de Reconhecimento "Sokolovi"
- 677º Esquadrão de Aviação de Transporte "Rode"
- 890º Esquadrão Misto de Helicópteros "Pegazi"

- 280º Centro de Reconhecimento Eletrônico e Bloqueio
- Centro de Testes de Voo

- Corpo de Aviação
  - 333º Batalhão de Engenharia
  -  172ª Brigada de Aviação
  -  98º Regimento de Aviação de Caça-Bombardeiro
  -  119ª Brigada de Helicópteros
- Corpo de Defesa Aérea
  -  359º Batalhão de Engenharia
  -   210º Batalhão de Sinalização
  -   204º Regimento de Aviação de Caça
  -  126ª Brigada de Vigilância Aérea/Inteligência e Orientação
  -  250ª Brigada de Mísseis de Defesa Aérea
  -  450º Regimento de Mísseis de Defesa Aérea
  -  60º Regimento de Mísseis Autopropelidos de Defesa Aérea
  -  230º Regimento de Mísseis Autopropelidos de Defesa Aérea
  -  240º Regimento de Mísseis Autopropelidos de Defesa Aérea
  -  310º Regimento de Mísseis Autopropelidos de Defesa Aérea

#### 2002–2006
Comando da Força Aérea e Defesa Aérea
- 353º Esquadrão de Aviação de Reconhecimento "Sokolovi"
- 677º Esquadrão de Aviação de Transporte "Rode"
- 890º Esquadrão Misto de Helicópteros "Pegazi"

- 280º Centro de Reconhecimento Eletrônico e Bloqueio
- Centro de Testes de Voo

- Corpo de Aviação
  - 333º Batalhão de Engenharia
  -  172ª Brigada de Aviação
  -  98º Regimento de Aviação de Caça-Bombardeiro
  -  119ª Brigada de Helicópteros
- Corpo de Defesa Aérea
  -  359º Batalhão de Engenharia
  -  210º Batalhão de Sinalização
  -  204º Regimento de Aviação de Caça
  -  126ª Brigada de Vigilância Aérea/Inteligência e Orientação
  -  250ª Brigada de Mísseis de Defesa Aérea
  -  230º Regimento de Mísseis Autopropelidos de Defesa Aérea
  -  240º Regimento de Mísseis Autopropelidos de Defesa Aérea
  -  310º Regimento de Mísseis Autopropelidos de Defesa Aérea

### Ramos e serviços
| Aviação | Unidades de Artilharia de Foguetes de Defesa Aérea | Sistema de Controle e Relatórios de Alerta Precoce | Serviço Técnico da Força Aérea |
| ------- | -------------------------------------------------- | -------------------------------------------------- | ------------------------------ |
|         |                                                    |                                                    |                                |

### Patentes
|                   | Generais                      | Generais                          | Generais                                | Generais                    | Oficiais          | Oficiais                | Oficiais    | Oficiais                        | Oficiais        | Oficiais          | Oficiais                |
| ----------------- | ----------------------------- | --------------------------------- | --------------------------------------- | --------------------------- | ----------------- | ----------------------- | ----------- | ------------------------------- | --------------- | ----------------- | ----------------------- |
| 1992-2006         |                               |                                   |                                         |                             |                   |                         |             |                                 |                 |                   |                         |
| Patente em sérvio | Генерал армиjе General armije | Генерал Пуковник General Pukovnik | Генерал-Потпуковник General-Potpukovnik | Генерал-Мајор General-Major | Пуковник Pukovnik | Потпуковник Potpukovnik | Мајор Major | Капетан I класе Kapetan I klase | Капетан Kapetan | Поручник Poručnik | Потпоручник Potporučnik |
| Patente           | General de exército           | Coronel-general                   | Tenente coronel general                 | Major-general               | Coronel           | Tenente-coronel         | Major       | Capitão, 1ª classe              | Capitão         | Tenente           | Subtenente              |

|                   | NCOs                                | NCOs                | NCOs                                          | NCOs                          | NCOs                          | NCOs          | Soldados                  | Soldados        | Soldados                   | Soldados      |
| ----------------- | ----------------------------------- | ------------------- | --------------------------------------------- | ----------------------------- | ----------------------------- | ------------- | ------------------------- | --------------- | -------------------------- | ------------- |
| 1992-2006         |                                     |                     |                                               |                               |                               |               |                           |                 |                            |               |
| Patente em sérvio | Заставник I класе Zastavnik I klase | Заставник Zastavnik | Старији Водник I класе Stariji Vodnik I klase | Старији Водник Stariji Vodnik | Водник I класе Vodnik I klase | Водник Vodnik | Млађи водник Mlađi vodnik | Десетар Desetar | Разводник Razvodnik        | Воjник Vojnik |
| Patente           | Subtenente, 1ª classe               | Subtenente          | Sargento de equipe, 1ª classe                 | Sargento de equipe            | Sargento, 1ª classe           | Sargento      | Sargento Júnior           | Cabo            | Aviador de primeira classe | Soldado       |

## Inventário
| Aeronave                         | Origem              | Tipo                                                                          | Versões                                       | Em serviço em 1998 | Em serviço em 2003 | Notas                                                                                 |
| -------------------------------- | ------------------- | ----------------------------------------------------------------------------- | --------------------------------------------- | ------------------ | ------------------ | ------------------------------------------------------------------------------------- |
| Mikoyan-Gurevich MiG-21 Fishbed  | União Soviética     | Caça Treinamento Reconhecimento                                               | MiG-21 Bis MiG-21 UM MiG-21 MF/R              | 48 11 5            | 26 6 1             |                                                                                       |
| Mikoyan-Gurevich MiG-29 Fulcrum  | União Soviética     | Caça Treinamento                                                              | MiG-29A MiG-29UB                              | 14 2               | 4 1                |                                                                                       |
| SOKO J-22 Orao                   | Iugoslávia          | Ataque terrestre Treinamento Reconhecimento Reconhecimento-treinamento        | J-22 NJ-22 IJ-22 INJ-22                       | 31 11 8 2          | 16 7 8 2           |                                                                                       |
| SOKO G-2 Galeb                   | Iugoslávia          | Caça-bombardeiro e treinamento                                                | G-2š                                          | 17                 | 1                  |                                                                                       |
| SOKO G-4 Super Galeb             | Iugoslávia          | Caça-bombardeiro e treinamento Treinador desarmado Extrator de alvo Protótipo | G-4 G-4š G-4t G-4M                            | 47 8 5 1           | 23 8 3 1           |                                                                                       |
| Antonov An-2 Colt                | Polónia             | Aeronaves de Carga                                                            | An-2TD                                        | 4                  | 1                  |                                                                                       |
| Antonov An-26 Curl               | União Soviética     | Aeronaves de Carga                                                            | An-26B                                        | 12                 | 2(6)               |                                                                                       |
| Yakovlev Yak-40 Codling          | União Soviética     | Aeronave VIP                                                                  | Yak-40                                        | 4                  | 1–2                |                                                                                       |
| Mil Mi-8 Hip                     | União Soviética     | Helicóptero de Transporte Helicóptero multifuncional                          | Mi-8T                                         | 44                 | 36                 |                                                                                       |
| Mil Mi-14 Haze                   | União Soviética     | Helicóptero Anti-Submarino                                                    | Mi-14PL                                       | 3                  | 0                  | Todos destruídos durante a guerra no Kosovo                                           |
| Kamov Ka-25 Hormone              | União Soviética     | Helicóptero Anti-Submarino                                                    | Ka-25PL                                       | 4                  | 0                  | 3 destruídos durante a guerra. Último retirado, agora no Museu de Aviação de Belgrado |
| Kamov Ka-28 Helix                | União Soviética     | Helicóptero Anti-Submarino                                                    | Ka-28PL                                       | 2                  | 0                  | Retirado, agora no Museu da Aviação de Belgrado                                       |
| Aérospatiale SA-341/-342 Gazelle | França / Iugoslávia | Utilitário Reconhecimento Helicóptero de ataque Helicóptero de ataque         | HO-42/45 HI-42 Hera HN-42M Gama HN-45M Gama 2 | 30 3 27 15         | 29 3 19 11         |                                                                                       |

## Sucessores
As forças aéreas sucessoras são a Força Aérea da Sérvia e a Força Aérea Montenegrina.